# Leporinus amae
Leporinus amae es una especie de pez de agua dulce del género Leporinus, de la familia Anostomidae.
Se distribuye en aguas cálidas y templado-cálidas del centro-este de Sudamérica. La mayor longitud que alcanza ronda los 19,4 cm de largo total. De su patrón de coloración destaca el rojo que exhibe en el opérculo y en marcas con forma de pequeñas barras verticales presentes en todo el cuerpo. 

## Distribución y hábitat
Este pez se distribuye en el este de América del Sur, en la cuenca del Plata, en el sudeste del Brasil y el nordeste de la Argentina, en la cuenca del alto río Uruguay, y sectores limítrofes de la parte superior del bajo río Uruguay; ambas secciones del curso fluvial son divididas por los saltos del Moconá.
En la Argentina fue capturado en el arroyo Toro, afluente del río Pepirí Guazú, aguas arriba de los saltos del Moconá, así como también en los arroyos Fortaleza y Yabotí-Miní, ambos desembocan aguas abajo de dichos saltos. Todos se encuentran en la provincia de Misiones.

## Taxonomía
Esta especie fue descrita originalmente en el año 1980 por el ictiólogo Manuel Pereira de Godoy.
Leporinus amae fue colectada originalmente en la localidad: Río Apuaê, en los ríos Canoas y Caveiras, ambos afluentes de la cuenca del río Uruguay, en el sudeste del Brasil.
Etimología
Leporinus viene de la palabra en latín lepus o leporis que significa 'conejo', en referencia a la semejanza de sus dientes con los del lagoformo. 